# Giovanni Nevizzano
Giovanni Nevizzano, verlatijnst Joannes Nevizanus (Buttigliera d'Asti, ca. 1490 - Turijn?, 1540) was een Italiaans rechtsgeleerde.

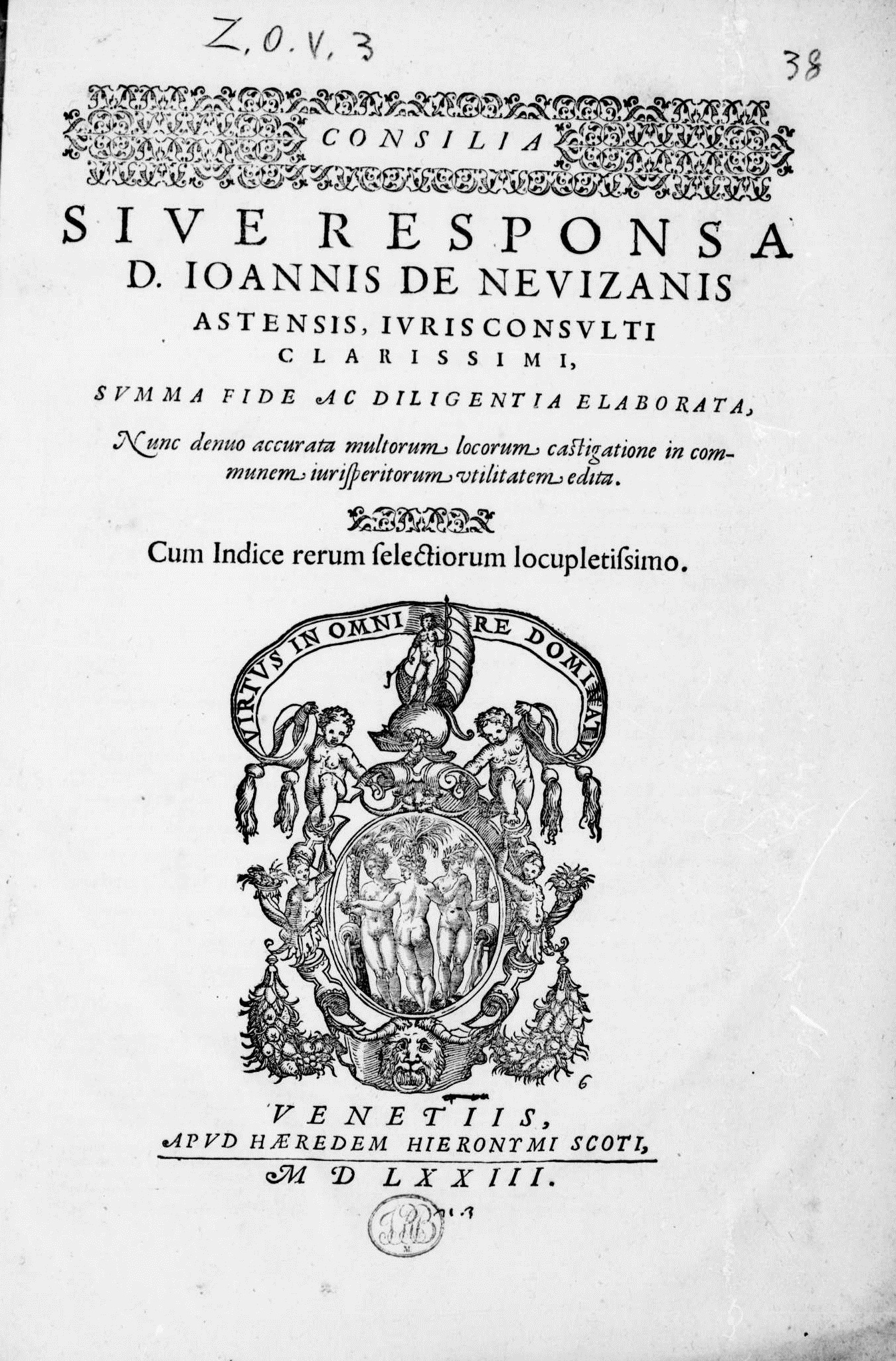
Consilia, 1573

## Leven
Na studies rechten aan de Universiteit van Turijn en aan de Universiteit van Padua, keerde Nevizanus in 1511 terug naar Turijn om te doceren. Hij schreef er enkele werken, waaronder de Index scriptorum in utroque jure, verschenen in Lyon in 1522. Het is een biografische bron die nog nuttig is voor rechtshistorici. In een ander boek, Sylva nuptialis, vermengde Nevizanus juridische overwegingen met extravagante bespiegelingen over het huwelijk, zoals de bewering dat de vrouw geschapen was door God behalve het hoofd, dat hij aan de Duivel had overgelaten. Dit "Huwelijkswoud" leverde hem de reputatie op vrouwonvriendelijk te zijn. Naar verluidt zouden enkele Turijnse dames hem uit de stad hebben verjaagd tot hij spijt betuigde en zijn woorden introk. Naast de satire bevat het Sylva nuptialis verschillende zegswijzen die de eeuwen getrotseerd hebben:
- Ad impossibile nemo tenetur (I.122): "Tot het onmogelijke is niemand gehouden", een herformulering van het adagium van Celsus over overmacht.
- Nihil est in intellectu quod non prius fuerit in sensu: "Er is niets in het verstand wat niet eerst in de zintuigen was", een variant op het peripatetisch axioma die letterlijk is overgenomen door John Locke.

Nevizanus was niet getrouwd maar had met zijn geliefde Jacobeta een zoon Francesco, die advocaat, dichter en vertaler werd.

## Publicaties (selectie)
- Index scriptorum in utroque jure, Lyon, 1522
- Sylva nuptialis, Lyon, 1525
- Consilia, 1573